# William Meredith
William Meredith (Filadelfia, 14 maggio 1835 – Folcroft, 10 agosto 1903) è stato un compositore di scacchi statunitense.
Proveniva da una famiglia facoltosa. Il padre, William Morris Meredith, fu segretario al tesoro degli Stati Uniti d'America nel 1849-1850. Laureato in legge, svolse per alcuni anni la professione di avvocato, ma lasciò tale attività per motivi di salute. Dal 1870 si dedicò alla composizione scacchistica. Ha composto circa 200 problemi, tutti diretti in due, tre e più mosse.
Meredith era solito usare un numero di pezzi limitato nelle sue composizioni, per cui il nome "Meredith" è entrato nell'uso per indicare un problema con un numero di pezzi compreso tra 8 e 12.
La maggior parte dei suoi problemi furono pubblicati da O. A. Browsons sulla rivista Dubuque Chess Journal. Nel 1916 Alain Campbell White pubblicò il libro 100 Chess Problems by William Meredith, facente parte della famosa Christmas Series.
Nel 2003 la rivista tedesca Die Schwalbe, per commemorare il centesimo anniversario della sua morte, ha indetto il concorso di composizione W. Meredith Jubilare.

## Problemi d'esempio
|   | a | b | c | d | e | f | g | h |   |
| 8 | e7 re del bianco · f7 torre del bianco · e6 pedone del nero · b5 cavallo del bianco · c4 alfiere del nero · e4 re del nero · f4 alfiere del bianco · d3 torre del bianco · e2 cavallo del nero · f2 pedone del nero · a1 donna del bianco · e1 cavallo del nero | e7 re del bianco · f7 torre del bianco · e6 pedone del nero · b5 cavallo del bianco · c4 alfiere del nero · e4 re del nero · f4 alfiere del bianco · d3 torre del bianco · e2 cavallo del nero · f2 pedone del nero · a1 donna del bianco · e1 cavallo del nero | e7 re del bianco · f7 torre del bianco · e6 pedone del nero · b5 cavallo del bianco · c4 alfiere del nero · e4 re del nero · f4 alfiere del bianco · d3 torre del bianco · e2 cavallo del nero · f2 pedone del nero · a1 donna del bianco · e1 cavallo del nero | e7 re del bianco · f7 torre del bianco · e6 pedone del nero · b5 cavallo del bianco · c4 alfiere del nero · e4 re del nero · f4 alfiere del bianco · d3 torre del bianco · e2 cavallo del nero · f2 pedone del nero · a1 donna del bianco · e1 cavallo del nero | e7 re del bianco · f7 torre del bianco · e6 pedone del nero · b5 cavallo del bianco · c4 alfiere del nero · e4 re del nero · f4 alfiere del bianco · d3 torre del bianco · e2 cavallo del nero · f2 pedone del nero · a1 donna del bianco · e1 cavallo del nero | e7 re del bianco · f7 torre del bianco · e6 pedone del nero · b5 cavallo del bianco · c4 alfiere del nero · e4 re del nero · f4 alfiere del bianco · d3 torre del bianco · e2 cavallo del nero · f2 pedone del nero · a1 donna del bianco · e1 cavallo del nero | e7 re del bianco · f7 torre del bianco · e6 pedone del nero · b5 cavallo del bianco · c4 alfiere del nero · e4 re del nero · f4 alfiere del bianco · d3 torre del bianco · e2 cavallo del nero · f2 pedone del nero · a1 donna del bianco · e1 cavallo del nero | e7 re del bianco · f7 torre del bianco · e6 pedone del nero · b5 cavallo del bianco · c4 alfiere del nero · e4 re del nero · f4 alfiere del bianco · d3 torre del bianco · e2 cavallo del nero · f2 pedone del nero · a1 donna del bianco · e1 cavallo del nero | 8 |
| 7 | e7 re del bianco · f7 torre del bianco · e6 pedone del nero · b5 cavallo del bianco · c4 alfiere del nero · e4 re del nero · f4 alfiere del bianco · d3 torre del bianco · e2 cavallo del nero · f2 pedone del nero · a1 donna del bianco · e1 cavallo del nero | e7 re del bianco · f7 torre del bianco · e6 pedone del nero · b5 cavallo del bianco · c4 alfiere del nero · e4 re del nero · f4 alfiere del bianco · d3 torre del bianco · e2 cavallo del nero · f2 pedone del nero · a1 donna del bianco · e1 cavallo del nero | e7 re del bianco · f7 torre del bianco · e6 pedone del nero · b5 cavallo del bianco · c4 alfiere del nero · e4 re del nero · f4 alfiere del bianco · d3 torre del bianco · e2 cavallo del nero · f2 pedone del nero · a1 donna del bianco · e1 cavallo del nero | e7 re del bianco · f7 torre del bianco · e6 pedone del nero · b5 cavallo del bianco · c4 alfiere del nero · e4 re del nero · f4 alfiere del bianco · d3 torre del bianco · e2 cavallo del nero · f2 pedone del nero · a1 donna del bianco · e1 cavallo del nero | e7 re del bianco · f7 torre del bianco · e6 pedone del nero · b5 cavallo del bianco · c4 alfiere del nero · e4 re del nero · f4 alfiere del bianco · d3 torre del bianco · e2 cavallo del nero · f2 pedone del nero · a1 donna del bianco · e1 cavallo del nero | e7 re del bianco · f7 torre del bianco · e6 pedone del nero · b5 cavallo del bianco · c4 alfiere del nero · e4 re del nero · f4 alfiere del bianco · d3 torre del bianco · e2 cavallo del nero · f2 pedone del nero · a1 donna del bianco · e1 cavallo del nero | e7 re del bianco · f7 torre del bianco · e6 pedone del nero · b5 cavallo del bianco · c4 alfiere del nero · e4 re del nero · f4 alfiere del bianco · d3 torre del bianco · e2 cavallo del nero · f2 pedone del nero · a1 donna del bianco · e1 cavallo del nero | e7 re del bianco · f7 torre del bianco · e6 pedone del nero · b5 cavallo del bianco · c4 alfiere del nero · e4 re del nero · f4 alfiere del bianco · d3 torre del bianco · e2 cavallo del nero · f2 pedone del nero · a1 donna del bianco · e1 cavallo del nero | 7 |
| 6 | e7 re del bianco · f7 torre del bianco · e6 pedone del nero · b5 cavallo del bianco · c4 alfiere del nero · e4 re del nero · f4 alfiere del bianco · d3 torre del bianco · e2 cavallo del nero · f2 pedone del nero · a1 donna del bianco · e1 cavallo del nero | e7 re del bianco · f7 torre del bianco · e6 pedone del nero · b5 cavallo del bianco · c4 alfiere del nero · e4 re del nero · f4 alfiere del bianco · d3 torre del bianco · e2 cavallo del nero · f2 pedone del nero · a1 donna del bianco · e1 cavallo del nero | e7 re del bianco · f7 torre del bianco · e6 pedone del nero · b5 cavallo del bianco · c4 alfiere del nero · e4 re del nero · f4 alfiere del bianco · d3 torre del bianco · e2 cavallo del nero · f2 pedone del nero · a1 donna del bianco · e1 cavallo del nero | e7 re del bianco · f7 torre del bianco · e6 pedone del nero · b5 cavallo del bianco · c4 alfiere del nero · e4 re del nero · f4 alfiere del bianco · d3 torre del bianco · e2 cavallo del nero · f2 pedone del nero · a1 donna del bianco · e1 cavallo del nero | e7 re del bianco · f7 torre del bianco · e6 pedone del nero · b5 cavallo del bianco · c4 alfiere del nero · e4 re del nero · f4 alfiere del bianco · d3 torre del bianco · e2 cavallo del nero · f2 pedone del nero · a1 donna del bianco · e1 cavallo del nero | e7 re del bianco · f7 torre del bianco · e6 pedone del nero · b5 cavallo del bianco · c4 alfiere del nero · e4 re del nero · f4 alfiere del bianco · d3 torre del bianco · e2 cavallo del nero · f2 pedone del nero · a1 donna del bianco · e1 cavallo del nero | e7 re del bianco · f7 torre del bianco · e6 pedone del nero · b5 cavallo del bianco · c4 alfiere del nero · e4 re del nero · f4 alfiere del bianco · d3 torre del bianco · e2 cavallo del nero · f2 pedone del nero · a1 donna del bianco · e1 cavallo del nero | e7 re del bianco · f7 torre del bianco · e6 pedone del nero · b5 cavallo del bianco · c4 alfiere del nero · e4 re del nero · f4 alfiere del bianco · d3 torre del bianco · e2 cavallo del nero · f2 pedone del nero · a1 donna del bianco · e1 cavallo del nero | 6 |
| 5 | e7 re del bianco · f7 torre del bianco · e6 pedone del nero · b5 cavallo del bianco · c4 alfiere del nero · e4 re del nero · f4 alfiere del bianco · d3 torre del bianco · e2 cavallo del nero · f2 pedone del nero · a1 donna del bianco · e1 cavallo del nero | e7 re del bianco · f7 torre del bianco · e6 pedone del nero · b5 cavallo del bianco · c4 alfiere del nero · e4 re del nero · f4 alfiere del bianco · d3 torre del bianco · e2 cavallo del nero · f2 pedone del nero · a1 donna del bianco · e1 cavallo del nero | e7 re del bianco · f7 torre del bianco · e6 pedone del nero · b5 cavallo del bianco · c4 alfiere del nero · e4 re del nero · f4 alfiere del bianco · d3 torre del bianco · e2 cavallo del nero · f2 pedone del nero · a1 donna del bianco · e1 cavallo del nero | e7 re del bianco · f7 torre del bianco · e6 pedone del nero · b5 cavallo del bianco · c4 alfiere del nero · e4 re del nero · f4 alfiere del bianco · d3 torre del bianco · e2 cavallo del nero · f2 pedone del nero · a1 donna del bianco · e1 cavallo del nero | e7 re del bianco · f7 torre del bianco · e6 pedone del nero · b5 cavallo del bianco · c4 alfiere del nero · e4 re del nero · f4 alfiere del bianco · d3 torre del bianco · e2 cavallo del nero · f2 pedone del nero · a1 donna del bianco · e1 cavallo del nero | e7 re del bianco · f7 torre del bianco · e6 pedone del nero · b5 cavallo del bianco · c4 alfiere del nero · e4 re del nero · f4 alfiere del bianco · d3 torre del bianco · e2 cavallo del nero · f2 pedone del nero · a1 donna del bianco · e1 cavallo del nero | e7 re del bianco · f7 torre del bianco · e6 pedone del nero · b5 cavallo del bianco · c4 alfiere del nero · e4 re del nero · f4 alfiere del bianco · d3 torre del bianco · e2 cavallo del nero · f2 pedone del nero · a1 donna del bianco · e1 cavallo del nero | e7 re del bianco · f7 torre del bianco · e6 pedone del nero · b5 cavallo del bianco · c4 alfiere del nero · e4 re del nero · f4 alfiere del bianco · d3 torre del bianco · e2 cavallo del nero · f2 pedone del nero · a1 donna del bianco · e1 cavallo del nero | 5 |
| 4 | e7 re del bianco · f7 torre del bianco · e6 pedone del nero · b5 cavallo del bianco · c4 alfiere del nero · e4 re del nero · f4 alfiere del bianco · d3 torre del bianco · e2 cavallo del nero · f2 pedone del nero · a1 donna del bianco · e1 cavallo del nero | e7 re del bianco · f7 torre del bianco · e6 pedone del nero · b5 cavallo del bianco · c4 alfiere del nero · e4 re del nero · f4 alfiere del bianco · d3 torre del bianco · e2 cavallo del nero · f2 pedone del nero · a1 donna del bianco · e1 cavallo del nero | e7 re del bianco · f7 torre del bianco · e6 pedone del nero · b5 cavallo del bianco · c4 alfiere del nero · e4 re del nero · f4 alfiere del bianco · d3 torre del bianco · e2 cavallo del nero · f2 pedone del nero · a1 donna del bianco · e1 cavallo del nero | e7 re del bianco · f7 torre del bianco · e6 pedone del nero · b5 cavallo del bianco · c4 alfiere del nero · e4 re del nero · f4 alfiere del bianco · d3 torre del bianco · e2 cavallo del nero · f2 pedone del nero · a1 donna del bianco · e1 cavallo del nero | e7 re del bianco · f7 torre del bianco · e6 pedone del nero · b5 cavallo del bianco · c4 alfiere del nero · e4 re del nero · f4 alfiere del bianco · d3 torre del bianco · e2 cavallo del nero · f2 pedone del nero · a1 donna del bianco · e1 cavallo del nero | e7 re del bianco · f7 torre del bianco · e6 pedone del nero · b5 cavallo del bianco · c4 alfiere del nero · e4 re del nero · f4 alfiere del bianco · d3 torre del bianco · e2 cavallo del nero · f2 pedone del nero · a1 donna del bianco · e1 cavallo del nero | e7 re del bianco · f7 torre del bianco · e6 pedone del nero · b5 cavallo del bianco · c4 alfiere del nero · e4 re del nero · f4 alfiere del bianco · d3 torre del bianco · e2 cavallo del nero · f2 pedone del nero · a1 donna del bianco · e1 cavallo del nero | e7 re del bianco · f7 torre del bianco · e6 pedone del nero · b5 cavallo del bianco · c4 alfiere del nero · e4 re del nero · f4 alfiere del bianco · d3 torre del bianco · e2 cavallo del nero · f2 pedone del nero · a1 donna del bianco · e1 cavallo del nero | 4 |
| 3 | e7 re del bianco · f7 torre del bianco · e6 pedone del nero · b5 cavallo del bianco · c4 alfiere del nero · e4 re del nero · f4 alfiere del bianco · d3 torre del bianco · e2 cavallo del nero · f2 pedone del nero · a1 donna del bianco · e1 cavallo del nero | e7 re del bianco · f7 torre del bianco · e6 pedone del nero · b5 cavallo del bianco · c4 alfiere del nero · e4 re del nero · f4 alfiere del bianco · d3 torre del bianco · e2 cavallo del nero · f2 pedone del nero · a1 donna del bianco · e1 cavallo del nero | e7 re del bianco · f7 torre del bianco · e6 pedone del nero · b5 cavallo del bianco · c4 alfiere del nero · e4 re del nero · f4 alfiere del bianco · d3 torre del bianco · e2 cavallo del nero · f2 pedone del nero · a1 donna del bianco · e1 cavallo del nero | e7 re del bianco · f7 torre del bianco · e6 pedone del nero · b5 cavallo del bianco · c4 alfiere del nero · e4 re del nero · f4 alfiere del bianco · d3 torre del bianco · e2 cavallo del nero · f2 pedone del nero · a1 donna del bianco · e1 cavallo del nero | e7 re del bianco · f7 torre del bianco · e6 pedone del nero · b5 cavallo del bianco · c4 alfiere del nero · e4 re del nero · f4 alfiere del bianco · d3 torre del bianco · e2 cavallo del nero · f2 pedone del nero · a1 donna del bianco · e1 cavallo del nero | e7 re del bianco · f7 torre del bianco · e6 pedone del nero · b5 cavallo del bianco · c4 alfiere del nero · e4 re del nero · f4 alfiere del bianco · d3 torre del bianco · e2 cavallo del nero · f2 pedone del nero · a1 donna del bianco · e1 cavallo del nero | e7 re del bianco · f7 torre del bianco · e6 pedone del nero · b5 cavallo del bianco · c4 alfiere del nero · e4 re del nero · f4 alfiere del bianco · d3 torre del bianco · e2 cavallo del nero · f2 pedone del nero · a1 donna del bianco · e1 cavallo del nero | e7 re del bianco · f7 torre del bianco · e6 pedone del nero · b5 cavallo del bianco · c4 alfiere del nero · e4 re del nero · f4 alfiere del bianco · d3 torre del bianco · e2 cavallo del nero · f2 pedone del nero · a1 donna del bianco · e1 cavallo del nero | 3 |
| 2 | e7 re del bianco · f7 torre del bianco · e6 pedone del nero · b5 cavallo del bianco · c4 alfiere del nero · e4 re del nero · f4 alfiere del bianco · d3 torre del bianco · e2 cavallo del nero · f2 pedone del nero · a1 donna del bianco · e1 cavallo del nero | e7 re del bianco · f7 torre del bianco · e6 pedone del nero · b5 cavallo del bianco · c4 alfiere del nero · e4 re del nero · f4 alfiere del bianco · d3 torre del bianco · e2 cavallo del nero · f2 pedone del nero · a1 donna del bianco · e1 cavallo del nero | e7 re del bianco · f7 torre del bianco · e6 pedone del nero · b5 cavallo del bianco · c4 alfiere del nero · e4 re del nero · f4 alfiere del bianco · d3 torre del bianco · e2 cavallo del nero · f2 pedone del nero · a1 donna del bianco · e1 cavallo del nero | e7 re del bianco · f7 torre del bianco · e6 pedone del nero · b5 cavallo del bianco · c4 alfiere del nero · e4 re del nero · f4 alfiere del bianco · d3 torre del bianco · e2 cavallo del nero · f2 pedone del nero · a1 donna del bianco · e1 cavallo del nero | e7 re del bianco · f7 torre del bianco · e6 pedone del nero · b5 cavallo del bianco · c4 alfiere del nero · e4 re del nero · f4 alfiere del bianco · d3 torre del bianco · e2 cavallo del nero · f2 pedone del nero · a1 donna del bianco · e1 cavallo del nero | e7 re del bianco · f7 torre del bianco · e6 pedone del nero · b5 cavallo del bianco · c4 alfiere del nero · e4 re del nero · f4 alfiere del bianco · d3 torre del bianco · e2 cavallo del nero · f2 pedone del nero · a1 donna del bianco · e1 cavallo del nero | e7 re del bianco · f7 torre del bianco · e6 pedone del nero · b5 cavallo del bianco · c4 alfiere del nero · e4 re del nero · f4 alfiere del bianco · d3 torre del bianco · e2 cavallo del nero · f2 pedone del nero · a1 donna del bianco · e1 cavallo del nero | e7 re del bianco · f7 torre del bianco · e6 pedone del nero · b5 cavallo del bianco · c4 alfiere del nero · e4 re del nero · f4 alfiere del bianco · d3 torre del bianco · e2 cavallo del nero · f2 pedone del nero · a1 donna del bianco · e1 cavallo del nero | 2 |
| 1 | e7 re del bianco · f7 torre del bianco · e6 pedone del nero · b5 cavallo del bianco · c4 alfiere del nero · e4 re del nero · f4 alfiere del bianco · d3 torre del bianco · e2 cavallo del nero · f2 pedone del nero · a1 donna del bianco · e1 cavallo del nero | e7 re del bianco · f7 torre del bianco · e6 pedone del nero · b5 cavallo del bianco · c4 alfiere del nero · e4 re del nero · f4 alfiere del bianco · d3 torre del bianco · e2 cavallo del nero · f2 pedone del nero · a1 donna del bianco · e1 cavallo del nero | e7 re del bianco · f7 torre del bianco · e6 pedone del nero · b5 cavallo del bianco · c4 alfiere del nero · e4 re del nero · f4 alfiere del bianco · d3 torre del bianco · e2 cavallo del nero · f2 pedone del nero · a1 donna del bianco · e1 cavallo del nero | e7 re del bianco · f7 torre del bianco · e6 pedone del nero · b5 cavallo del bianco · c4 alfiere del nero · e4 re del nero · f4 alfiere del bianco · d3 torre del bianco · e2 cavallo del nero · f2 pedone del nero · a1 donna del bianco · e1 cavallo del nero | e7 re del bianco · f7 torre del bianco · e6 pedone del nero · b5 cavallo del bianco · c4 alfiere del nero · e4 re del nero · f4 alfiere del bianco · d3 torre del bianco · e2 cavallo del nero · f2 pedone del nero · a1 donna del bianco · e1 cavallo del nero | e7 re del bianco · f7 torre del bianco · e6 pedone del nero · b5 cavallo del bianco · c4 alfiere del nero · e4 re del nero · f4 alfiere del bianco · d3 torre del bianco · e2 cavallo del nero · f2 pedone del nero · a1 donna del bianco · e1 cavallo del nero | e7 re del bianco · f7 torre del bianco · e6 pedone del nero · b5 cavallo del bianco · c4 alfiere del nero · e4 re del nero · f4 alfiere del bianco · d3 torre del bianco · e2 cavallo del nero · f2 pedone del nero · a1 donna del bianco · e1 cavallo del nero | e7 re del bianco · f7 torre del bianco · e6 pedone del nero · b5 cavallo del bianco · c4 alfiere del nero · e4 re del nero · f4 alfiere del bianco · d3 torre del bianco · e2 cavallo del nero · f2 pedone del nero · a1 donna del bianco · e1 cavallo del nero | 1 |
|   | a | b | c | d | e | f | g | h |   |

|   | a | b | c | d | e | f | g | h |   |
| 8 | d6 alfiere del bianco · g6 pedone del nero · g5 re del bianco · b4 pedone del bianco · c4 pedone del bianco · d4 re del nero · e4 pedone del nero · c3 torre del bianco · d3 cavallo del nero · e3 cavallo del bianco · h3 donna del bianco · a1 cavallo del nero · b1 cavallo del bianco | d6 alfiere del bianco · g6 pedone del nero · g5 re del bianco · b4 pedone del bianco · c4 pedone del bianco · d4 re del nero · e4 pedone del nero · c3 torre del bianco · d3 cavallo del nero · e3 cavallo del bianco · h3 donna del bianco · a1 cavallo del nero · b1 cavallo del bianco | d6 alfiere del bianco · g6 pedone del nero · g5 re del bianco · b4 pedone del bianco · c4 pedone del bianco · d4 re del nero · e4 pedone del nero · c3 torre del bianco · d3 cavallo del nero · e3 cavallo del bianco · h3 donna del bianco · a1 cavallo del nero · b1 cavallo del bianco | d6 alfiere del bianco · g6 pedone del nero · g5 re del bianco · b4 pedone del bianco · c4 pedone del bianco · d4 re del nero · e4 pedone del nero · c3 torre del bianco · d3 cavallo del nero · e3 cavallo del bianco · h3 donna del bianco · a1 cavallo del nero · b1 cavallo del bianco | d6 alfiere del bianco · g6 pedone del nero · g5 re del bianco · b4 pedone del bianco · c4 pedone del bianco · d4 re del nero · e4 pedone del nero · c3 torre del bianco · d3 cavallo del nero · e3 cavallo del bianco · h3 donna del bianco · a1 cavallo del nero · b1 cavallo del bianco | d6 alfiere del bianco · g6 pedone del nero · g5 re del bianco · b4 pedone del bianco · c4 pedone del bianco · d4 re del nero · e4 pedone del nero · c3 torre del bianco · d3 cavallo del nero · e3 cavallo del bianco · h3 donna del bianco · a1 cavallo del nero · b1 cavallo del bianco | d6 alfiere del bianco · g6 pedone del nero · g5 re del bianco · b4 pedone del bianco · c4 pedone del bianco · d4 re del nero · e4 pedone del nero · c3 torre del bianco · d3 cavallo del nero · e3 cavallo del bianco · h3 donna del bianco · a1 cavallo del nero · b1 cavallo del bianco | d6 alfiere del bianco · g6 pedone del nero · g5 re del bianco · b4 pedone del bianco · c4 pedone del bianco · d4 re del nero · e4 pedone del nero · c3 torre del bianco · d3 cavallo del nero · e3 cavallo del bianco · h3 donna del bianco · a1 cavallo del nero · b1 cavallo del bianco | 8 |
| 7 | d6 alfiere del bianco · g6 pedone del nero · g5 re del bianco · b4 pedone del bianco · c4 pedone del bianco · d4 re del nero · e4 pedone del nero · c3 torre del bianco · d3 cavallo del nero · e3 cavallo del bianco · h3 donna del bianco · a1 cavallo del nero · b1 cavallo del bianco | d6 alfiere del bianco · g6 pedone del nero · g5 re del bianco · b4 pedone del bianco · c4 pedone del bianco · d4 re del nero · e4 pedone del nero · c3 torre del bianco · d3 cavallo del nero · e3 cavallo del bianco · h3 donna del bianco · a1 cavallo del nero · b1 cavallo del bianco | d6 alfiere del bianco · g6 pedone del nero · g5 re del bianco · b4 pedone del bianco · c4 pedone del bianco · d4 re del nero · e4 pedone del nero · c3 torre del bianco · d3 cavallo del nero · e3 cavallo del bianco · h3 donna del bianco · a1 cavallo del nero · b1 cavallo del bianco | d6 alfiere del bianco · g6 pedone del nero · g5 re del bianco · b4 pedone del bianco · c4 pedone del bianco · d4 re del nero · e4 pedone del nero · c3 torre del bianco · d3 cavallo del nero · e3 cavallo del bianco · h3 donna del bianco · a1 cavallo del nero · b1 cavallo del bianco | d6 alfiere del bianco · g6 pedone del nero · g5 re del bianco · b4 pedone del bianco · c4 pedone del bianco · d4 re del nero · e4 pedone del nero · c3 torre del bianco · d3 cavallo del nero · e3 cavallo del bianco · h3 donna del bianco · a1 cavallo del nero · b1 cavallo del bianco | d6 alfiere del bianco · g6 pedone del nero · g5 re del bianco · b4 pedone del bianco · c4 pedone del bianco · d4 re del nero · e4 pedone del nero · c3 torre del bianco · d3 cavallo del nero · e3 cavallo del bianco · h3 donna del bianco · a1 cavallo del nero · b1 cavallo del bianco | d6 alfiere del bianco · g6 pedone del nero · g5 re del bianco · b4 pedone del bianco · c4 pedone del bianco · d4 re del nero · e4 pedone del nero · c3 torre del bianco · d3 cavallo del nero · e3 cavallo del bianco · h3 donna del bianco · a1 cavallo del nero · b1 cavallo del bianco | d6 alfiere del bianco · g6 pedone del nero · g5 re del bianco · b4 pedone del bianco · c4 pedone del bianco · d4 re del nero · e4 pedone del nero · c3 torre del bianco · d3 cavallo del nero · e3 cavallo del bianco · h3 donna del bianco · a1 cavallo del nero · b1 cavallo del bianco | 7 |
| 6 | d6 alfiere del bianco · g6 pedone del nero · g5 re del bianco · b4 pedone del bianco · c4 pedone del bianco · d4 re del nero · e4 pedone del nero · c3 torre del bianco · d3 cavallo del nero · e3 cavallo del bianco · h3 donna del bianco · a1 cavallo del nero · b1 cavallo del bianco | d6 alfiere del bianco · g6 pedone del nero · g5 re del bianco · b4 pedone del bianco · c4 pedone del bianco · d4 re del nero · e4 pedone del nero · c3 torre del bianco · d3 cavallo del nero · e3 cavallo del bianco · h3 donna del bianco · a1 cavallo del nero · b1 cavallo del bianco | d6 alfiere del bianco · g6 pedone del nero · g5 re del bianco · b4 pedone del bianco · c4 pedone del bianco · d4 re del nero · e4 pedone del nero · c3 torre del bianco · d3 cavallo del nero · e3 cavallo del bianco · h3 donna del bianco · a1 cavallo del nero · b1 cavallo del bianco | d6 alfiere del bianco · g6 pedone del nero · g5 re del bianco · b4 pedone del bianco · c4 pedone del bianco · d4 re del nero · e4 pedone del nero · c3 torre del bianco · d3 cavallo del nero · e3 cavallo del bianco · h3 donna del bianco · a1 cavallo del nero · b1 cavallo del bianco | d6 alfiere del bianco · g6 pedone del nero · g5 re del bianco · b4 pedone del bianco · c4 pedone del bianco · d4 re del nero · e4 pedone del nero · c3 torre del bianco · d3 cavallo del nero · e3 cavallo del bianco · h3 donna del bianco · a1 cavallo del nero · b1 cavallo del bianco | d6 alfiere del bianco · g6 pedone del nero · g5 re del bianco · b4 pedone del bianco · c4 pedone del bianco · d4 re del nero · e4 pedone del nero · c3 torre del bianco · d3 cavallo del nero · e3 cavallo del bianco · h3 donna del bianco · a1 cavallo del nero · b1 cavallo del bianco | d6 alfiere del bianco · g6 pedone del nero · g5 re del bianco · b4 pedone del bianco · c4 pedone del bianco · d4 re del nero · e4 pedone del nero · c3 torre del bianco · d3 cavallo del nero · e3 cavallo del bianco · h3 donna del bianco · a1 cavallo del nero · b1 cavallo del bianco | d6 alfiere del bianco · g6 pedone del nero · g5 re del bianco · b4 pedone del bianco · c4 pedone del bianco · d4 re del nero · e4 pedone del nero · c3 torre del bianco · d3 cavallo del nero · e3 cavallo del bianco · h3 donna del bianco · a1 cavallo del nero · b1 cavallo del bianco | 6 |
| 5 | d6 alfiere del bianco · g6 pedone del nero · g5 re del bianco · b4 pedone del bianco · c4 pedone del bianco · d4 re del nero · e4 pedone del nero · c3 torre del bianco · d3 cavallo del nero · e3 cavallo del bianco · h3 donna del bianco · a1 cavallo del nero · b1 cavallo del bianco | d6 alfiere del bianco · g6 pedone del nero · g5 re del bianco · b4 pedone del bianco · c4 pedone del bianco · d4 re del nero · e4 pedone del nero · c3 torre del bianco · d3 cavallo del nero · e3 cavallo del bianco · h3 donna del bianco · a1 cavallo del nero · b1 cavallo del bianco | d6 alfiere del bianco · g6 pedone del nero · g5 re del bianco · b4 pedone del bianco · c4 pedone del bianco · d4 re del nero · e4 pedone del nero · c3 torre del bianco · d3 cavallo del nero · e3 cavallo del bianco · h3 donna del bianco · a1 cavallo del nero · b1 cavallo del bianco | d6 alfiere del bianco · g6 pedone del nero · g5 re del bianco · b4 pedone del bianco · c4 pedone del bianco · d4 re del nero · e4 pedone del nero · c3 torre del bianco · d3 cavallo del nero · e3 cavallo del bianco · h3 donna del bianco · a1 cavallo del nero · b1 cavallo del bianco | d6 alfiere del bianco · g6 pedone del nero · g5 re del bianco · b4 pedone del bianco · c4 pedone del bianco · d4 re del nero · e4 pedone del nero · c3 torre del bianco · d3 cavallo del nero · e3 cavallo del bianco · h3 donna del bianco · a1 cavallo del nero · b1 cavallo del bianco | d6 alfiere del bianco · g6 pedone del nero · g5 re del bianco · b4 pedone del bianco · c4 pedone del bianco · d4 re del nero · e4 pedone del nero · c3 torre del bianco · d3 cavallo del nero · e3 cavallo del bianco · h3 donna del bianco · a1 cavallo del nero · b1 cavallo del bianco | d6 alfiere del bianco · g6 pedone del nero · g5 re del bianco · b4 pedone del bianco · c4 pedone del bianco · d4 re del nero · e4 pedone del nero · c3 torre del bianco · d3 cavallo del nero · e3 cavallo del bianco · h3 donna del bianco · a1 cavallo del nero · b1 cavallo del bianco | d6 alfiere del bianco · g6 pedone del nero · g5 re del bianco · b4 pedone del bianco · c4 pedone del bianco · d4 re del nero · e4 pedone del nero · c3 torre del bianco · d3 cavallo del nero · e3 cavallo del bianco · h3 donna del bianco · a1 cavallo del nero · b1 cavallo del bianco | 5 |
| 4 | d6 alfiere del bianco · g6 pedone del nero · g5 re del bianco · b4 pedone del bianco · c4 pedone del bianco · d4 re del nero · e4 pedone del nero · c3 torre del bianco · d3 cavallo del nero · e3 cavallo del bianco · h3 donna del bianco · a1 cavallo del nero · b1 cavallo del bianco | d6 alfiere del bianco · g6 pedone del nero · g5 re del bianco · b4 pedone del bianco · c4 pedone del bianco · d4 re del nero · e4 pedone del nero · c3 torre del bianco · d3 cavallo del nero · e3 cavallo del bianco · h3 donna del bianco · a1 cavallo del nero · b1 cavallo del bianco | d6 alfiere del bianco · g6 pedone del nero · g5 re del bianco · b4 pedone del bianco · c4 pedone del bianco · d4 re del nero · e4 pedone del nero · c3 torre del bianco · d3 cavallo del nero · e3 cavallo del bianco · h3 donna del bianco · a1 cavallo del nero · b1 cavallo del bianco | d6 alfiere del bianco · g6 pedone del nero · g5 re del bianco · b4 pedone del bianco · c4 pedone del bianco · d4 re del nero · e4 pedone del nero · c3 torre del bianco · d3 cavallo del nero · e3 cavallo del bianco · h3 donna del bianco · a1 cavallo del nero · b1 cavallo del bianco | d6 alfiere del bianco · g6 pedone del nero · g5 re del bianco · b4 pedone del bianco · c4 pedone del bianco · d4 re del nero · e4 pedone del nero · c3 torre del bianco · d3 cavallo del nero · e3 cavallo del bianco · h3 donna del bianco · a1 cavallo del nero · b1 cavallo del bianco | d6 alfiere del bianco · g6 pedone del nero · g5 re del bianco · b4 pedone del bianco · c4 pedone del bianco · d4 re del nero · e4 pedone del nero · c3 torre del bianco · d3 cavallo del nero · e3 cavallo del bianco · h3 donna del bianco · a1 cavallo del nero · b1 cavallo del bianco | d6 alfiere del bianco · g6 pedone del nero · g5 re del bianco · b4 pedone del bianco · c4 pedone del bianco · d4 re del nero · e4 pedone del nero · c3 torre del bianco · d3 cavallo del nero · e3 cavallo del bianco · h3 donna del bianco · a1 cavallo del nero · b1 cavallo del bianco | d6 alfiere del bianco · g6 pedone del nero · g5 re del bianco · b4 pedone del bianco · c4 pedone del bianco · d4 re del nero · e4 pedone del nero · c3 torre del bianco · d3 cavallo del nero · e3 cavallo del bianco · h3 donna del bianco · a1 cavallo del nero · b1 cavallo del bianco | 4 |
| 3 | d6 alfiere del bianco · g6 pedone del nero · g5 re del bianco · b4 pedone del bianco · c4 pedone del bianco · d4 re del nero · e4 pedone del nero · c3 torre del bianco · d3 cavallo del nero · e3 cavallo del bianco · h3 donna del bianco · a1 cavallo del nero · b1 cavallo del bianco | d6 alfiere del bianco · g6 pedone del nero · g5 re del bianco · b4 pedone del bianco · c4 pedone del bianco · d4 re del nero · e4 pedone del nero · c3 torre del bianco · d3 cavallo del nero · e3 cavallo del bianco · h3 donna del bianco · a1 cavallo del nero · b1 cavallo del bianco | d6 alfiere del bianco · g6 pedone del nero · g5 re del bianco · b4 pedone del bianco · c4 pedone del bianco · d4 re del nero · e4 pedone del nero · c3 torre del bianco · d3 cavallo del nero · e3 cavallo del bianco · h3 donna del bianco · a1 cavallo del nero · b1 cavallo del bianco | d6 alfiere del bianco · g6 pedone del nero · g5 re del bianco · b4 pedone del bianco · c4 pedone del bianco · d4 re del nero · e4 pedone del nero · c3 torre del bianco · d3 cavallo del nero · e3 cavallo del bianco · h3 donna del bianco · a1 cavallo del nero · b1 cavallo del bianco | d6 alfiere del bianco · g6 pedone del nero · g5 re del bianco · b4 pedone del bianco · c4 pedone del bianco · d4 re del nero · e4 pedone del nero · c3 torre del bianco · d3 cavallo del nero · e3 cavallo del bianco · h3 donna del bianco · a1 cavallo del nero · b1 cavallo del bianco | d6 alfiere del bianco · g6 pedone del nero · g5 re del bianco · b4 pedone del bianco · c4 pedone del bianco · d4 re del nero · e4 pedone del nero · c3 torre del bianco · d3 cavallo del nero · e3 cavallo del bianco · h3 donna del bianco · a1 cavallo del nero · b1 cavallo del bianco | d6 alfiere del bianco · g6 pedone del nero · g5 re del bianco · b4 pedone del bianco · c4 pedone del bianco · d4 re del nero · e4 pedone del nero · c3 torre del bianco · d3 cavallo del nero · e3 cavallo del bianco · h3 donna del bianco · a1 cavallo del nero · b1 cavallo del bianco | d6 alfiere del bianco · g6 pedone del nero · g5 re del bianco · b4 pedone del bianco · c4 pedone del bianco · d4 re del nero · e4 pedone del nero · c3 torre del bianco · d3 cavallo del nero · e3 cavallo del bianco · h3 donna del bianco · a1 cavallo del nero · b1 cavallo del bianco | 3 |
| 2 | d6 alfiere del bianco · g6 pedone del nero · g5 re del bianco · b4 pedone del bianco · c4 pedone del bianco · d4 re del nero · e4 pedone del nero · c3 torre del bianco · d3 cavallo del nero · e3 cavallo del bianco · h3 donna del bianco · a1 cavallo del nero · b1 cavallo del bianco | d6 alfiere del bianco · g6 pedone del nero · g5 re del bianco · b4 pedone del bianco · c4 pedone del bianco · d4 re del nero · e4 pedone del nero · c3 torre del bianco · d3 cavallo del nero · e3 cavallo del bianco · h3 donna del bianco · a1 cavallo del nero · b1 cavallo del bianco | d6 alfiere del bianco · g6 pedone del nero · g5 re del bianco · b4 pedone del bianco · c4 pedone del bianco · d4 re del nero · e4 pedone del nero · c3 torre del bianco · d3 cavallo del nero · e3 cavallo del bianco · h3 donna del bianco · a1 cavallo del nero · b1 cavallo del bianco | d6 alfiere del bianco · g6 pedone del nero · g5 re del bianco · b4 pedone del bianco · c4 pedone del bianco · d4 re del nero · e4 pedone del nero · c3 torre del bianco · d3 cavallo del nero · e3 cavallo del bianco · h3 donna del bianco · a1 cavallo del nero · b1 cavallo del bianco | d6 alfiere del bianco · g6 pedone del nero · g5 re del bianco · b4 pedone del bianco · c4 pedone del bianco · d4 re del nero · e4 pedone del nero · c3 torre del bianco · d3 cavallo del nero · e3 cavallo del bianco · h3 donna del bianco · a1 cavallo del nero · b1 cavallo del bianco | d6 alfiere del bianco · g6 pedone del nero · g5 re del bianco · b4 pedone del bianco · c4 pedone del bianco · d4 re del nero · e4 pedone del nero · c3 torre del bianco · d3 cavallo del nero · e3 cavallo del bianco · h3 donna del bianco · a1 cavallo del nero · b1 cavallo del bianco | d6 alfiere del bianco · g6 pedone del nero · g5 re del bianco · b4 pedone del bianco · c4 pedone del bianco · d4 re del nero · e4 pedone del nero · c3 torre del bianco · d3 cavallo del nero · e3 cavallo del bianco · h3 donna del bianco · a1 cavallo del nero · b1 cavallo del bianco | d6 alfiere del bianco · g6 pedone del nero · g5 re del bianco · b4 pedone del bianco · c4 pedone del bianco · d4 re del nero · e4 pedone del nero · c3 torre del bianco · d3 cavallo del nero · e3 cavallo del bianco · h3 donna del bianco · a1 cavallo del nero · b1 cavallo del bianco | 2 |
| 1 | d6 alfiere del bianco · g6 pedone del nero · g5 re del bianco · b4 pedone del bianco · c4 pedone del bianco · d4 re del nero · e4 pedone del nero · c3 torre del bianco · d3 cavallo del nero · e3 cavallo del bianco · h3 donna del bianco · a1 cavallo del nero · b1 cavallo del bianco | d6 alfiere del bianco · g6 pedone del nero · g5 re del bianco · b4 pedone del bianco · c4 pedone del bianco · d4 re del nero · e4 pedone del nero · c3 torre del bianco · d3 cavallo del nero · e3 cavallo del bianco · h3 donna del bianco · a1 cavallo del nero · b1 cavallo del bianco | d6 alfiere del bianco · g6 pedone del nero · g5 re del bianco · b4 pedone del bianco · c4 pedone del bianco · d4 re del nero · e4 pedone del nero · c3 torre del bianco · d3 cavallo del nero · e3 cavallo del bianco · h3 donna del bianco · a1 cavallo del nero · b1 cavallo del bianco | d6 alfiere del bianco · g6 pedone del nero · g5 re del bianco · b4 pedone del bianco · c4 pedone del bianco · d4 re del nero · e4 pedone del nero · c3 torre del bianco · d3 cavallo del nero · e3 cavallo del bianco · h3 donna del bianco · a1 cavallo del nero · b1 cavallo del bianco | d6 alfiere del bianco · g6 pedone del nero · g5 re del bianco · b4 pedone del bianco · c4 pedone del bianco · d4 re del nero · e4 pedone del nero · c3 torre del bianco · d3 cavallo del nero · e3 cavallo del bianco · h3 donna del bianco · a1 cavallo del nero · b1 cavallo del bianco | d6 alfiere del bianco · g6 pedone del nero · g5 re del bianco · b4 pedone del bianco · c4 pedone del bianco · d4 re del nero · e4 pedone del nero · c3 torre del bianco · d3 cavallo del nero · e3 cavallo del bianco · h3 donna del bianco · a1 cavallo del nero · b1 cavallo del bianco | d6 alfiere del bianco · g6 pedone del nero · g5 re del bianco · b4 pedone del bianco · c4 pedone del bianco · d4 re del nero · e4 pedone del nero · c3 torre del bianco · d3 cavallo del nero · e3 cavallo del bianco · h3 donna del bianco · a1 cavallo del nero · b1 cavallo del bianco | d6 alfiere del bianco · g6 pedone del nero · g5 re del bianco · b4 pedone del bianco · c4 pedone del bianco · d4 re del nero · e4 pedone del nero · c3 torre del bianco · d3 cavallo del nero · e3 cavallo del bianco · h3 donna del bianco · a1 cavallo del nero · b1 cavallo del bianco | 1 |
|   | a | b | c | d | e | f | g | h |   |

Soluzione:
Tentativi: 1. Df1? ...Cf2!; 1. Rf6? ...Cxb4!

Chiave:  1. Dh5 !

- 1... gxh5  2. Cf5#
- 1... Rxe3  2. Ac5#
- 1... Cdb1  2. Dh8#
- 1... Cde1  2. Cc2#
- 1... Ce5  2. Ac5#

|   | a | b | c | d | e | f | g | h |   |
| 8 | f8 re del bianco · f7 pedone del bianco · d6 cavallo del bianco · e6 alfiere del nero · f6 cavallo del bianco · g6 pedone del nero · a5 pedone del bianco · b5 pedone del bianco · c5 re del nero · e5 torre del nero · d4 torre del bianco · c3 pedone del bianco · e3 pedone del nero · h3 torre del bianco · e2 pedone del bianco | f8 re del bianco · f7 pedone del bianco · d6 cavallo del bianco · e6 alfiere del nero · f6 cavallo del bianco · g6 pedone del nero · a5 pedone del bianco · b5 pedone del bianco · c5 re del nero · e5 torre del nero · d4 torre del bianco · c3 pedone del bianco · e3 pedone del nero · h3 torre del bianco · e2 pedone del bianco | f8 re del bianco · f7 pedone del bianco · d6 cavallo del bianco · e6 alfiere del nero · f6 cavallo del bianco · g6 pedone del nero · a5 pedone del bianco · b5 pedone del bianco · c5 re del nero · e5 torre del nero · d4 torre del bianco · c3 pedone del bianco · e3 pedone del nero · h3 torre del bianco · e2 pedone del bianco | f8 re del bianco · f7 pedone del bianco · d6 cavallo del bianco · e6 alfiere del nero · f6 cavallo del bianco · g6 pedone del nero · a5 pedone del bianco · b5 pedone del bianco · c5 re del nero · e5 torre del nero · d4 torre del bianco · c3 pedone del bianco · e3 pedone del nero · h3 torre del bianco · e2 pedone del bianco | f8 re del bianco · f7 pedone del bianco · d6 cavallo del bianco · e6 alfiere del nero · f6 cavallo del bianco · g6 pedone del nero · a5 pedone del bianco · b5 pedone del bianco · c5 re del nero · e5 torre del nero · d4 torre del bianco · c3 pedone del bianco · e3 pedone del nero · h3 torre del bianco · e2 pedone del bianco | f8 re del bianco · f7 pedone del bianco · d6 cavallo del bianco · e6 alfiere del nero · f6 cavallo del bianco · g6 pedone del nero · a5 pedone del bianco · b5 pedone del bianco · c5 re del nero · e5 torre del nero · d4 torre del bianco · c3 pedone del bianco · e3 pedone del nero · h3 torre del bianco · e2 pedone del bianco | f8 re del bianco · f7 pedone del bianco · d6 cavallo del bianco · e6 alfiere del nero · f6 cavallo del bianco · g6 pedone del nero · a5 pedone del bianco · b5 pedone del bianco · c5 re del nero · e5 torre del nero · d4 torre del bianco · c3 pedone del bianco · e3 pedone del nero · h3 torre del bianco · e2 pedone del bianco | f8 re del bianco · f7 pedone del bianco · d6 cavallo del bianco · e6 alfiere del nero · f6 cavallo del bianco · g6 pedone del nero · a5 pedone del bianco · b5 pedone del bianco · c5 re del nero · e5 torre del nero · d4 torre del bianco · c3 pedone del bianco · e3 pedone del nero · h3 torre del bianco · e2 pedone del bianco | 8 |
| 7 | f8 re del bianco · f7 pedone del bianco · d6 cavallo del bianco · e6 alfiere del nero · f6 cavallo del bianco · g6 pedone del nero · a5 pedone del bianco · b5 pedone del bianco · c5 re del nero · e5 torre del nero · d4 torre del bianco · c3 pedone del bianco · e3 pedone del nero · h3 torre del bianco · e2 pedone del bianco | f8 re del bianco · f7 pedone del bianco · d6 cavallo del bianco · e6 alfiere del nero · f6 cavallo del bianco · g6 pedone del nero · a5 pedone del bianco · b5 pedone del bianco · c5 re del nero · e5 torre del nero · d4 torre del bianco · c3 pedone del bianco · e3 pedone del nero · h3 torre del bianco · e2 pedone del bianco | f8 re del bianco · f7 pedone del bianco · d6 cavallo del bianco · e6 alfiere del nero · f6 cavallo del bianco · g6 pedone del nero · a5 pedone del bianco · b5 pedone del bianco · c5 re del nero · e5 torre del nero · d4 torre del bianco · c3 pedone del bianco · e3 pedone del nero · h3 torre del bianco · e2 pedone del bianco | f8 re del bianco · f7 pedone del bianco · d6 cavallo del bianco · e6 alfiere del nero · f6 cavallo del bianco · g6 pedone del nero · a5 pedone del bianco · b5 pedone del bianco · c5 re del nero · e5 torre del nero · d4 torre del bianco · c3 pedone del bianco · e3 pedone del nero · h3 torre del bianco · e2 pedone del bianco | f8 re del bianco · f7 pedone del bianco · d6 cavallo del bianco · e6 alfiere del nero · f6 cavallo del bianco · g6 pedone del nero · a5 pedone del bianco · b5 pedone del bianco · c5 re del nero · e5 torre del nero · d4 torre del bianco · c3 pedone del bianco · e3 pedone del nero · h3 torre del bianco · e2 pedone del bianco | f8 re del bianco · f7 pedone del bianco · d6 cavallo del bianco · e6 alfiere del nero · f6 cavallo del bianco · g6 pedone del nero · a5 pedone del bianco · b5 pedone del bianco · c5 re del nero · e5 torre del nero · d4 torre del bianco · c3 pedone del bianco · e3 pedone del nero · h3 torre del bianco · e2 pedone del bianco | f8 re del bianco · f7 pedone del bianco · d6 cavallo del bianco · e6 alfiere del nero · f6 cavallo del bianco · g6 pedone del nero · a5 pedone del bianco · b5 pedone del bianco · c5 re del nero · e5 torre del nero · d4 torre del bianco · c3 pedone del bianco · e3 pedone del nero · h3 torre del bianco · e2 pedone del bianco | f8 re del bianco · f7 pedone del bianco · d6 cavallo del bianco · e6 alfiere del nero · f6 cavallo del bianco · g6 pedone del nero · a5 pedone del bianco · b5 pedone del bianco · c5 re del nero · e5 torre del nero · d4 torre del bianco · c3 pedone del bianco · e3 pedone del nero · h3 torre del bianco · e2 pedone del bianco | 7 |
| 6 | f8 re del bianco · f7 pedone del bianco · d6 cavallo del bianco · e6 alfiere del nero · f6 cavallo del bianco · g6 pedone del nero · a5 pedone del bianco · b5 pedone del bianco · c5 re del nero · e5 torre del nero · d4 torre del bianco · c3 pedone del bianco · e3 pedone del nero · h3 torre del bianco · e2 pedone del bianco | f8 re del bianco · f7 pedone del bianco · d6 cavallo del bianco · e6 alfiere del nero · f6 cavallo del bianco · g6 pedone del nero · a5 pedone del bianco · b5 pedone del bianco · c5 re del nero · e5 torre del nero · d4 torre del bianco · c3 pedone del bianco · e3 pedone del nero · h3 torre del bianco · e2 pedone del bianco | f8 re del bianco · f7 pedone del bianco · d6 cavallo del bianco · e6 alfiere del nero · f6 cavallo del bianco · g6 pedone del nero · a5 pedone del bianco · b5 pedone del bianco · c5 re del nero · e5 torre del nero · d4 torre del bianco · c3 pedone del bianco · e3 pedone del nero · h3 torre del bianco · e2 pedone del bianco | f8 re del bianco · f7 pedone del bianco · d6 cavallo del bianco · e6 alfiere del nero · f6 cavallo del bianco · g6 pedone del nero · a5 pedone del bianco · b5 pedone del bianco · c5 re del nero · e5 torre del nero · d4 torre del bianco · c3 pedone del bianco · e3 pedone del nero · h3 torre del bianco · e2 pedone del bianco | f8 re del bianco · f7 pedone del bianco · d6 cavallo del bianco · e6 alfiere del nero · f6 cavallo del bianco · g6 pedone del nero · a5 pedone del bianco · b5 pedone del bianco · c5 re del nero · e5 torre del nero · d4 torre del bianco · c3 pedone del bianco · e3 pedone del nero · h3 torre del bianco · e2 pedone del bianco | f8 re del bianco · f7 pedone del bianco · d6 cavallo del bianco · e6 alfiere del nero · f6 cavallo del bianco · g6 pedone del nero · a5 pedone del bianco · b5 pedone del bianco · c5 re del nero · e5 torre del nero · d4 torre del bianco · c3 pedone del bianco · e3 pedone del nero · h3 torre del bianco · e2 pedone del bianco | f8 re del bianco · f7 pedone del bianco · d6 cavallo del bianco · e6 alfiere del nero · f6 cavallo del bianco · g6 pedone del nero · a5 pedone del bianco · b5 pedone del bianco · c5 re del nero · e5 torre del nero · d4 torre del bianco · c3 pedone del bianco · e3 pedone del nero · h3 torre del bianco · e2 pedone del bianco | f8 re del bianco · f7 pedone del bianco · d6 cavallo del bianco · e6 alfiere del nero · f6 cavallo del bianco · g6 pedone del nero · a5 pedone del bianco · b5 pedone del bianco · c5 re del nero · e5 torre del nero · d4 torre del bianco · c3 pedone del bianco · e3 pedone del nero · h3 torre del bianco · e2 pedone del bianco | 6 |
| 5 | f8 re del bianco · f7 pedone del bianco · d6 cavallo del bianco · e6 alfiere del nero · f6 cavallo del bianco · g6 pedone del nero · a5 pedone del bianco · b5 pedone del bianco · c5 re del nero · e5 torre del nero · d4 torre del bianco · c3 pedone del bianco · e3 pedone del nero · h3 torre del bianco · e2 pedone del bianco | f8 re del bianco · f7 pedone del bianco · d6 cavallo del bianco · e6 alfiere del nero · f6 cavallo del bianco · g6 pedone del nero · a5 pedone del bianco · b5 pedone del bianco · c5 re del nero · e5 torre del nero · d4 torre del bianco · c3 pedone del bianco · e3 pedone del nero · h3 torre del bianco · e2 pedone del bianco | f8 re del bianco · f7 pedone del bianco · d6 cavallo del bianco · e6 alfiere del nero · f6 cavallo del bianco · g6 pedone del nero · a5 pedone del bianco · b5 pedone del bianco · c5 re del nero · e5 torre del nero · d4 torre del bianco · c3 pedone del bianco · e3 pedone del nero · h3 torre del bianco · e2 pedone del bianco | f8 re del bianco · f7 pedone del bianco · d6 cavallo del bianco · e6 alfiere del nero · f6 cavallo del bianco · g6 pedone del nero · a5 pedone del bianco · b5 pedone del bianco · c5 re del nero · e5 torre del nero · d4 torre del bianco · c3 pedone del bianco · e3 pedone del nero · h3 torre del bianco · e2 pedone del bianco | f8 re del bianco · f7 pedone del bianco · d6 cavallo del bianco · e6 alfiere del nero · f6 cavallo del bianco · g6 pedone del nero · a5 pedone del bianco · b5 pedone del bianco · c5 re del nero · e5 torre del nero · d4 torre del bianco · c3 pedone del bianco · e3 pedone del nero · h3 torre del bianco · e2 pedone del bianco | f8 re del bianco · f7 pedone del bianco · d6 cavallo del bianco · e6 alfiere del nero · f6 cavallo del bianco · g6 pedone del nero · a5 pedone del bianco · b5 pedone del bianco · c5 re del nero · e5 torre del nero · d4 torre del bianco · c3 pedone del bianco · e3 pedone del nero · h3 torre del bianco · e2 pedone del bianco | f8 re del bianco · f7 pedone del bianco · d6 cavallo del bianco · e6 alfiere del nero · f6 cavallo del bianco · g6 pedone del nero · a5 pedone del bianco · b5 pedone del bianco · c5 re del nero · e5 torre del nero · d4 torre del bianco · c3 pedone del bianco · e3 pedone del nero · h3 torre del bianco · e2 pedone del bianco | f8 re del bianco · f7 pedone del bianco · d6 cavallo del bianco · e6 alfiere del nero · f6 cavallo del bianco · g6 pedone del nero · a5 pedone del bianco · b5 pedone del bianco · c5 re del nero · e5 torre del nero · d4 torre del bianco · c3 pedone del bianco · e3 pedone del nero · h3 torre del bianco · e2 pedone del bianco | 5 |
| 4 | f8 re del bianco · f7 pedone del bianco · d6 cavallo del bianco · e6 alfiere del nero · f6 cavallo del bianco · g6 pedone del nero · a5 pedone del bianco · b5 pedone del bianco · c5 re del nero · e5 torre del nero · d4 torre del bianco · c3 pedone del bianco · e3 pedone del nero · h3 torre del bianco · e2 pedone del bianco | f8 re del bianco · f7 pedone del bianco · d6 cavallo del bianco · e6 alfiere del nero · f6 cavallo del bianco · g6 pedone del nero · a5 pedone del bianco · b5 pedone del bianco · c5 re del nero · e5 torre del nero · d4 torre del bianco · c3 pedone del bianco · e3 pedone del nero · h3 torre del bianco · e2 pedone del bianco | f8 re del bianco · f7 pedone del bianco · d6 cavallo del bianco · e6 alfiere del nero · f6 cavallo del bianco · g6 pedone del nero · a5 pedone del bianco · b5 pedone del bianco · c5 re del nero · e5 torre del nero · d4 torre del bianco · c3 pedone del bianco · e3 pedone del nero · h3 torre del bianco · e2 pedone del bianco | f8 re del bianco · f7 pedone del bianco · d6 cavallo del bianco · e6 alfiere del nero · f6 cavallo del bianco · g6 pedone del nero · a5 pedone del bianco · b5 pedone del bianco · c5 re del nero · e5 torre del nero · d4 torre del bianco · c3 pedone del bianco · e3 pedone del nero · h3 torre del bianco · e2 pedone del bianco | f8 re del bianco · f7 pedone del bianco · d6 cavallo del bianco · e6 alfiere del nero · f6 cavallo del bianco · g6 pedone del nero · a5 pedone del bianco · b5 pedone del bianco · c5 re del nero · e5 torre del nero · d4 torre del bianco · c3 pedone del bianco · e3 pedone del nero · h3 torre del bianco · e2 pedone del bianco | f8 re del bianco · f7 pedone del bianco · d6 cavallo del bianco · e6 alfiere del nero · f6 cavallo del bianco · g6 pedone del nero · a5 pedone del bianco · b5 pedone del bianco · c5 re del nero · e5 torre del nero · d4 torre del bianco · c3 pedone del bianco · e3 pedone del nero · h3 torre del bianco · e2 pedone del bianco | f8 re del bianco · f7 pedone del bianco · d6 cavallo del bianco · e6 alfiere del nero · f6 cavallo del bianco · g6 pedone del nero · a5 pedone del bianco · b5 pedone del bianco · c5 re del nero · e5 torre del nero · d4 torre del bianco · c3 pedone del bianco · e3 pedone del nero · h3 torre del bianco · e2 pedone del bianco | f8 re del bianco · f7 pedone del bianco · d6 cavallo del bianco · e6 alfiere del nero · f6 cavallo del bianco · g6 pedone del nero · a5 pedone del bianco · b5 pedone del bianco · c5 re del nero · e5 torre del nero · d4 torre del bianco · c3 pedone del bianco · e3 pedone del nero · h3 torre del bianco · e2 pedone del bianco | 4 |
| 3 | f8 re del bianco · f7 pedone del bianco · d6 cavallo del bianco · e6 alfiere del nero · f6 cavallo del bianco · g6 pedone del nero · a5 pedone del bianco · b5 pedone del bianco · c5 re del nero · e5 torre del nero · d4 torre del bianco · c3 pedone del bianco · e3 pedone del nero · h3 torre del bianco · e2 pedone del bianco | f8 re del bianco · f7 pedone del bianco · d6 cavallo del bianco · e6 alfiere del nero · f6 cavallo del bianco · g6 pedone del nero · a5 pedone del bianco · b5 pedone del bianco · c5 re del nero · e5 torre del nero · d4 torre del bianco · c3 pedone del bianco · e3 pedone del nero · h3 torre del bianco · e2 pedone del bianco | f8 re del bianco · f7 pedone del bianco · d6 cavallo del bianco · e6 alfiere del nero · f6 cavallo del bianco · g6 pedone del nero · a5 pedone del bianco · b5 pedone del bianco · c5 re del nero · e5 torre del nero · d4 torre del bianco · c3 pedone del bianco · e3 pedone del nero · h3 torre del bianco · e2 pedone del bianco | f8 re del bianco · f7 pedone del bianco · d6 cavallo del bianco · e6 alfiere del nero · f6 cavallo del bianco · g6 pedone del nero · a5 pedone del bianco · b5 pedone del bianco · c5 re del nero · e5 torre del nero · d4 torre del bianco · c3 pedone del bianco · e3 pedone del nero · h3 torre del bianco · e2 pedone del bianco | f8 re del bianco · f7 pedone del bianco · d6 cavallo del bianco · e6 alfiere del nero · f6 cavallo del bianco · g6 pedone del nero · a5 pedone del bianco · b5 pedone del bianco · c5 re del nero · e5 torre del nero · d4 torre del bianco · c3 pedone del bianco · e3 pedone del nero · h3 torre del bianco · e2 pedone del bianco | f8 re del bianco · f7 pedone del bianco · d6 cavallo del bianco · e6 alfiere del nero · f6 cavallo del bianco · g6 pedone del nero · a5 pedone del bianco · b5 pedone del bianco · c5 re del nero · e5 torre del nero · d4 torre del bianco · c3 pedone del bianco · e3 pedone del nero · h3 torre del bianco · e2 pedone del bianco | f8 re del bianco · f7 pedone del bianco · d6 cavallo del bianco · e6 alfiere del nero · f6 cavallo del bianco · g6 pedone del nero · a5 pedone del bianco · b5 pedone del bianco · c5 re del nero · e5 torre del nero · d4 torre del bianco · c3 pedone del bianco · e3 pedone del nero · h3 torre del bianco · e2 pedone del bianco | f8 re del bianco · f7 pedone del bianco · d6 cavallo del bianco · e6 alfiere del nero · f6 cavallo del bianco · g6 pedone del nero · a5 pedone del bianco · b5 pedone del bianco · c5 re del nero · e5 torre del nero · d4 torre del bianco · c3 pedone del bianco · e3 pedone del nero · h3 torre del bianco · e2 pedone del bianco | 3 |
| 2 | f8 re del bianco · f7 pedone del bianco · d6 cavallo del bianco · e6 alfiere del nero · f6 cavallo del bianco · g6 pedone del nero · a5 pedone del bianco · b5 pedone del bianco · c5 re del nero · e5 torre del nero · d4 torre del bianco · c3 pedone del bianco · e3 pedone del nero · h3 torre del bianco · e2 pedone del bianco | f8 re del bianco · f7 pedone del bianco · d6 cavallo del bianco · e6 alfiere del nero · f6 cavallo del bianco · g6 pedone del nero · a5 pedone del bianco · b5 pedone del bianco · c5 re del nero · e5 torre del nero · d4 torre del bianco · c3 pedone del bianco · e3 pedone del nero · h3 torre del bianco · e2 pedone del bianco | f8 re del bianco · f7 pedone del bianco · d6 cavallo del bianco · e6 alfiere del nero · f6 cavallo del bianco · g6 pedone del nero · a5 pedone del bianco · b5 pedone del bianco · c5 re del nero · e5 torre del nero · d4 torre del bianco · c3 pedone del bianco · e3 pedone del nero · h3 torre del bianco · e2 pedone del bianco | f8 re del bianco · f7 pedone del bianco · d6 cavallo del bianco · e6 alfiere del nero · f6 cavallo del bianco · g6 pedone del nero · a5 pedone del bianco · b5 pedone del bianco · c5 re del nero · e5 torre del nero · d4 torre del bianco · c3 pedone del bianco · e3 pedone del nero · h3 torre del bianco · e2 pedone del bianco | f8 re del bianco · f7 pedone del bianco · d6 cavallo del bianco · e6 alfiere del nero · f6 cavallo del bianco · g6 pedone del nero · a5 pedone del bianco · b5 pedone del bianco · c5 re del nero · e5 torre del nero · d4 torre del bianco · c3 pedone del bianco · e3 pedone del nero · h3 torre del bianco · e2 pedone del bianco | f8 re del bianco · f7 pedone del bianco · d6 cavallo del bianco · e6 alfiere del nero · f6 cavallo del bianco · g6 pedone del nero · a5 pedone del bianco · b5 pedone del bianco · c5 re del nero · e5 torre del nero · d4 torre del bianco · c3 pedone del bianco · e3 pedone del nero · h3 torre del bianco · e2 pedone del bianco | f8 re del bianco · f7 pedone del bianco · d6 cavallo del bianco · e6 alfiere del nero · f6 cavallo del bianco · g6 pedone del nero · a5 pedone del bianco · b5 pedone del bianco · c5 re del nero · e5 torre del nero · d4 torre del bianco · c3 pedone del bianco · e3 pedone del nero · h3 torre del bianco · e2 pedone del bianco | f8 re del bianco · f7 pedone del bianco · d6 cavallo del bianco · e6 alfiere del nero · f6 cavallo del bianco · g6 pedone del nero · a5 pedone del bianco · b5 pedone del bianco · c5 re del nero · e5 torre del nero · d4 torre del bianco · c3 pedone del bianco · e3 pedone del nero · h3 torre del bianco · e2 pedone del bianco | 2 |
| 1 | f8 re del bianco · f7 pedone del bianco · d6 cavallo del bianco · e6 alfiere del nero · f6 cavallo del bianco · g6 pedone del nero · a5 pedone del bianco · b5 pedone del bianco · c5 re del nero · e5 torre del nero · d4 torre del bianco · c3 pedone del bianco · e3 pedone del nero · h3 torre del bianco · e2 pedone del bianco | f8 re del bianco · f7 pedone del bianco · d6 cavallo del bianco · e6 alfiere del nero · f6 cavallo del bianco · g6 pedone del nero · a5 pedone del bianco · b5 pedone del bianco · c5 re del nero · e5 torre del nero · d4 torre del bianco · c3 pedone del bianco · e3 pedone del nero · h3 torre del bianco · e2 pedone del bianco | f8 re del bianco · f7 pedone del bianco · d6 cavallo del bianco · e6 alfiere del nero · f6 cavallo del bianco · g6 pedone del nero · a5 pedone del bianco · b5 pedone del bianco · c5 re del nero · e5 torre del nero · d4 torre del bianco · c3 pedone del bianco · e3 pedone del nero · h3 torre del bianco · e2 pedone del bianco | f8 re del bianco · f7 pedone del bianco · d6 cavallo del bianco · e6 alfiere del nero · f6 cavallo del bianco · g6 pedone del nero · a5 pedone del bianco · b5 pedone del bianco · c5 re del nero · e5 torre del nero · d4 torre del bianco · c3 pedone del bianco · e3 pedone del nero · h3 torre del bianco · e2 pedone del bianco | f8 re del bianco · f7 pedone del bianco · d6 cavallo del bianco · e6 alfiere del nero · f6 cavallo del bianco · g6 pedone del nero · a5 pedone del bianco · b5 pedone del bianco · c5 re del nero · e5 torre del nero · d4 torre del bianco · c3 pedone del bianco · e3 pedone del nero · h3 torre del bianco · e2 pedone del bianco | f8 re del bianco · f7 pedone del bianco · d6 cavallo del bianco · e6 alfiere del nero · f6 cavallo del bianco · g6 pedone del nero · a5 pedone del bianco · b5 pedone del bianco · c5 re del nero · e5 torre del nero · d4 torre del bianco · c3 pedone del bianco · e3 pedone del nero · h3 torre del bianco · e2 pedone del bianco | f8 re del bianco · f7 pedone del bianco · d6 cavallo del bianco · e6 alfiere del nero · f6 cavallo del bianco · g6 pedone del nero · a5 pedone del bianco · b5 pedone del bianco · c5 re del nero · e5 torre del nero · d4 torre del bianco · c3 pedone del bianco · e3 pedone del nero · h3 torre del bianco · e2 pedone del bianco | f8 re del bianco · f7 pedone del bianco · d6 cavallo del bianco · e6 alfiere del nero · f6 cavallo del bianco · g6 pedone del nero · a5 pedone del bianco · b5 pedone del bianco · c5 re del nero · e5 torre del nero · d4 torre del bianco · c3 pedone del bianco · e3 pedone del nero · h3 torre del bianco · e2 pedone del bianco | 1 |
|   | a | b | c | d | e | f | g | h |   |

Soluzione:
1. Th6 !  Zugzwang

- 1... Ad5 2. Txd5+! Txd5 3. Ce4#
- 1... Af5 2. Tc4+ Rxd6 3. Tc6#
- 1... Axf7 2. Cfd7#
- 1... Th5  2. Cfe4#
- 1... g5 2. Td5+ Txd5 3. Ce4#